# 本宮林用軌道
本宮林用軌道（もとみやりんようきどう）は、昭和中期まで存在した森林鉄道。

## 位置
- 福島県本宮市九縄〜大玉村横堀平

## 路線データ
- 延長：本宮駅（材木場）〜大玉村 約8.0km

## 歴史
- 明治後期～大正後期 - 開業。
- 昭和30年代 - 全線廃止。

## 概要
- 森林鉄道としては珍しく、東北本線につながる材木用軌道として開業した。ほとんどデータが残っておらず、現在遺構と呼べるものはほとんどない。また、一部道路に転用されていたり、耕地整備で軌道跡すらもなくなっている箇所が多く、切り通しやわずかな軌道跡が残っているのみとなっている。